# Луанченг
Луанченг (欒城) град је Кини у покрајини Хебеј. Према процени из 2009. у граду је живело 605.211 становника.

## Становништво
Према процени, у граду је 2009. живело 605.211 становника.
| 1990. | 2000.   | 2009    |
| ----- | ------- | ------- |
| …     | 572.096 | 605.211 |